# (100550) 1997 EM41
(100550) 1997 EM41 es un asteroide perteneciente al cinturón de asteroides, descubierto el 10 de marzo de 1997 por el equipo del Lincoln Near-Earth Asteroid Research desde el Laboratorio Lincoln, Socorro, Nuevo México.

## Designación y nombre
Designado provisionalmente como 1997 EM41.

## Características orbitales
1997 EM41 está situado a una distancia media del Sol de 2,518 ua, pudiendo alejarse hasta 2,793 ua y acercarse hasta 2,243 ua. Su excentricidad es 0,109 y la inclinación orbital 11,07 grados. Emplea 1459,90 días en completar una órbita alrededor del Sol.

## Características físicas
La magnitud absoluta de 1997 EM41 es 15. Tiene 4,299 km de diámetro y su albedo se estima en 0,126.